# 神様のいたずら (テレビドラマ)
『神様のいたずら』（かみさまのいたずら）は、2000年10月10日から12月19日まで、関西テレビ制作・フジテレビ系の「火曜22時枠の連続ドラマ」枠で放送された日本のテレビドラマ。主演は岸谷五朗。
2021年現在、映像ソフト化はされていない。

## あらすじ
水島賢三は、結婚相談所に勤める結婚アドバイザーだが、自身は過去の傷から人生を諦め、何をやっても長続きせず、幸せから程遠い日々を送っていた。また、恋愛小説の翻訳家・北沢葉月は恋人達に囁かれる甘い会話や劇的なラブストーリーを巧みに翻訳しているが、自身はいつも男に逃げられてばかりだった。そんな2人が結婚相談所で出会う。さらに、賢三は娘・田代エリと再会し、10年ぶりに一緒に暮らすことになる。

## キャスト
水島賢三
演 - 岸谷五朗
結婚アドバイザー。職を転々とするうちに妻を亡くし娘は妻の両親に引き取られた。
北沢葉月
演 - 財前直見
自称・恋愛の翻訳家。甘い会話の小説はお手のものだが、自分は恋愛下手で最近も失恋した。
田代エリ
演 - 鈴木杏
賢三の娘で10年ぶりに会いに来るが、そっけない態度を取られてショックを受ける。
北沢柊
演 - 板谷由夏
葉月の妹でスチュワーデス。なかなか片付かない姉を心配している。
本間翔太
演 - 北村一輝
賢三の同僚。年下のために、賢三のペースに巻き込まれる。
神谷秋彦
演 - 阿部寛
外科医。2年ぶりに海外から帰国。結婚願望が強く賢三が勤める相談所に入会する。
大原啓輔
演 - 斉藤暁
賢三の上司。所長。
藤川千春
演 - 古川理科
賢三の同僚。
宮川亮介
演 - 丹直樹
賢三の行きつけの店の店員。
渡辺浩一
演 - 高杉亘
葉月の元恋人
田代惣一郎
演 - 大林丈史
エリの祖父。
田代静子
演 - 岩本多代
エリの祖母。
田代薫
演 - 木村多江（回想）
賢三の元妻。エリの母。
編集者
演 - 遠山俊也
葉月の翻訳の仕事の編集者。
野々村
演 - 乃木涼介
賢三が勤める相談所の会員。
小峰
演 - 勝地涼
エリの同級生。
北沢弥生
演 - 茅島成美
葉月の母。
臼井
演 - 六平直政
賢三が夜勤のアルバイトをしていた工事現場の同僚。
藤原正広
演 - 須永慶
神谷が勤める大学病院の教授。

## スタッフ
- 脚本：江頭美智留、松田裕子
- 演出：木下高男、村上正典
- プロデュース：加藤正俊、三宅喜重
- 音楽：中西俊博 featuring 木村大
- 主題歌：サザンオールスターズ「この青い空、みどり 〜BLUE IN GREEN〜」（タイシタレーベル）
- 挿入歌：cool drive makers「アゲハチョウ」
- ロケ地協力：セントマーガレット病院
- 制作：関西テレビ、共同テレビ

## サブタイトル
| 各話                                                       | 放送日   | サブタイトル               | 視聴率 |
| ---------------------------------------------------------- | -------- | -------------------------- | ------ |
| 第1話                                                      | 10月10日 | オトナはとっても不器用です | 11.5%  |
| 第2話                                                      | 10月17日 | 娘の涙とダメ親父           | 13.5%  |
| 第3話                                                      | 10月24日 | 娘の日記と新米オヤジ       | 11.6%  |
| 第4話                                                      | 10月31日 | 涙のボロ雑巾               | 11.9%  |
| 第5話                                                      | 11月07日 | ダメ親父の恋と娘の初恋     | 11.8%  |
| 第6話                                                      | 11月14日 | お父さんなんか大嫌い!      | 11.6%  |
| 第7話                                                      | 11月21日 | 涙のプロポーズ             | 11.2%  |
| 第8話                                                      | 11月28日 | 娘も親を愛してる           | 13.2%  |
| 第9話                                                      | 12月05日 | ダメ親父のプレゼント       | 11.6%  |
| 第10話                                                     | 12月12日 | 愛する人のために           | 11.3%  |
| 最終話                                                     | 12月19日 | さようなら、お父さん       | 10.0%  |
| 平均視聴率 11.7%（視聴率は関東地区・ビデオリサーチ社調べ） |          |                            |        |